# Милюкин, Игорь Петрович
И́горь Петро́вич Милю́кин (4 февраля 1967, Глухов, Сумская область) — советский и украинский футболист.

## Футбольная биография
В футбол начал играть в ДЮСШ города Глухова на Сумщине. Во время турнира в Севастополе в составе сборной области, тренер Владимир Киянченко пригласил Игоря в киевский спортинтернат. Позже на соревнованиях в Херсоне Милюкина заметил николаевский тренер Станислав Байда и рекомендовал его старшему тренеру «Судостроителя» Евгению Кучеревскому. Так в 1984 году, после окончания десятого класса, Игорь оказался в команде «корабелов».
За девять лет, проведённых в николаевской команде, Милюкин в общей сложности провел в её составе 221 матч, забил 17 мячей. В 1985 и 1990 годах, как игрок «Судостроителя», награждался бронзовыми и серебряными медалями украинской зоны второй лиги чемпионата СССР. В сезонах 1992 и 1994/95 выступал в высшей лиге чемпионата Украины. В 1996 году завершил игровую карьеру из-за разрыва связок коленного сустава.

## Тренерская карьера
Вместе с Анатолием Нераном и Леонидом Николаенко работал в тренерском штабе николаевского «Водника». Вместе с клубом прошёл путь от первенства города до второй лиги чемпионата Украины. После расформирования команды работал заместителем директора СДЮСШОР «Николаев», затем тренером в другой николаевской школе — СДЮШОР № 3.